# 劉應授
劉應授（？年—？年），字以中，號畦樂，江西吉安府泰和县水坑里人，民籍。

## 生平
嘉靖元年（1522年）壬午科江西鄉試舉人，嘉靖五年（1526年）丙戌科第二甲第八十一名進士。授南京刑部福建司主事，十一年晋兵部武库司郎中，十二年二月丁父忧。起补南京吏部验封司郎中。历官按察司副使。

## 家族
祖父劉廷懋，祖母蒋氏。父劉燧（1455年-1533年），字奇光，别號畦樂，封承德郎南京刑部福建清吏司主事。前母王氏，生子劉俨。母胡氏，生應授、應援、應成、應山。